# زن خیابانی

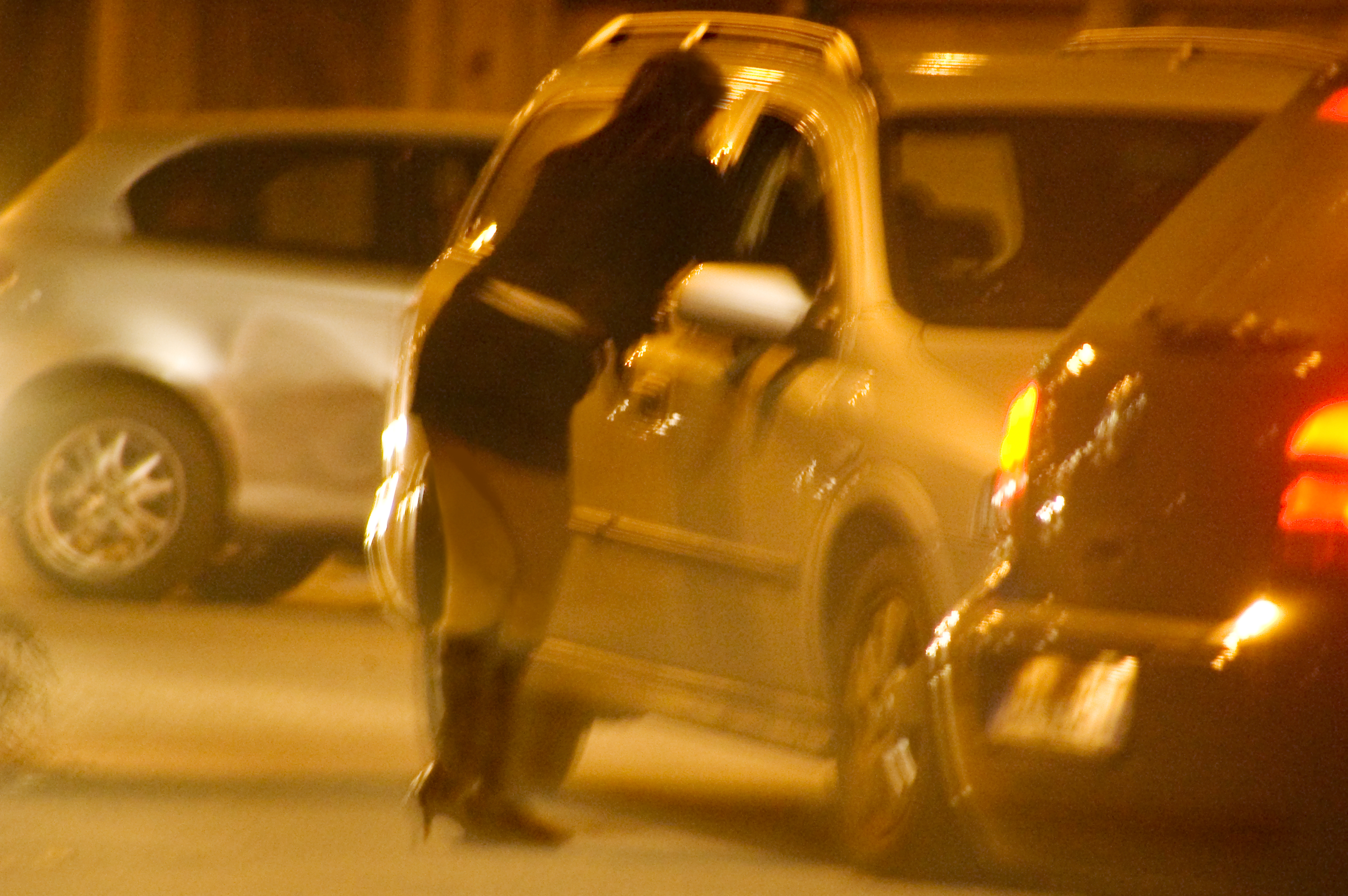
یک زن خیابانی در تورین ایتالیا

فحشای خیابانی (به انگلیسی: Street prostitution) نوعی تن‌فروشی است که زنان در کنار خیابان منتظر مشتری می‌مانند.

## فحشای خیابانی از لحاظ قانون
فحشای خیابانی در بسیاری از کشورها ممنوع است. برآورد شده ۱۰ تا ۲۰ درصد تن‌فروشان خیابانی هستند ۹۰ درصد آن‌ها تجربه دستگیری توسط پلیس را دارا هستند.
- فحشای خیابانی در بریتانیا ممنوع است مگر اینکه دادگاه قضایی قانونی بودن آن را تعیین کرده باشند.[۳]
- فحشای خیابانی در همه ایالات استرالیا به غیر از ایالت نیوساوت‌ولز ممنوع است.
- فحشای خیابانی در نیوزلند و آلمان قانونی است.[۴][۵]
- فحشای خیابانی در همه ۵۰ ایالت آمریکا غیرقانونی است.[۶]
- در چهار منطقه در هلند فحشای خیابانی قانونی است.[۷]

## امنیت روسپیان خیابانی
بیشتر روسپیان خیابان بیشتر نسبت به روسپیان اسکورت و روسپی‌خانه مورد ضرب وشتم، تجاوز، گروگانگیری قرار می‌گیرند.

## سلامت روسپیان
در یک تحقیق آماری از تن‌فروشان و روسپیان بریتانیایی در سال ۲۰۰۴ نشان داده‌است که ۹۵ درصد تن‌فروشان معتاد به مواد مخدر هستند و ۷۸ درصد آن‌ها کوکایین مصرف می‌کنند.همچنین این فراد در معرض بیماری‌های مقاربتی قرار دارند.

## خیابان‌های فحشا در آسیا
- اکوبو، کابوکیچو، شینجوکو، توکیو[۸]
- مجتمع تن‌فروشی هوکر هیل، ایتوون، سئول[۹]
- تگزاس استریت، بوسان[۱۰]
- شارع عبدون، امان[۱۱]
- شارع مهبولة، کویت[۱۲]
- جاده  جی‌بی، دهلی[۱۳]
- پارک تامان پندانگ و خیابان روبروی کاخ ریاست جمهوری اندونزی، جاکارتا[۱۴]